# Compañía de María Nuestra Señora

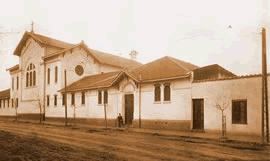
Compañía de María Seminario en 1883.

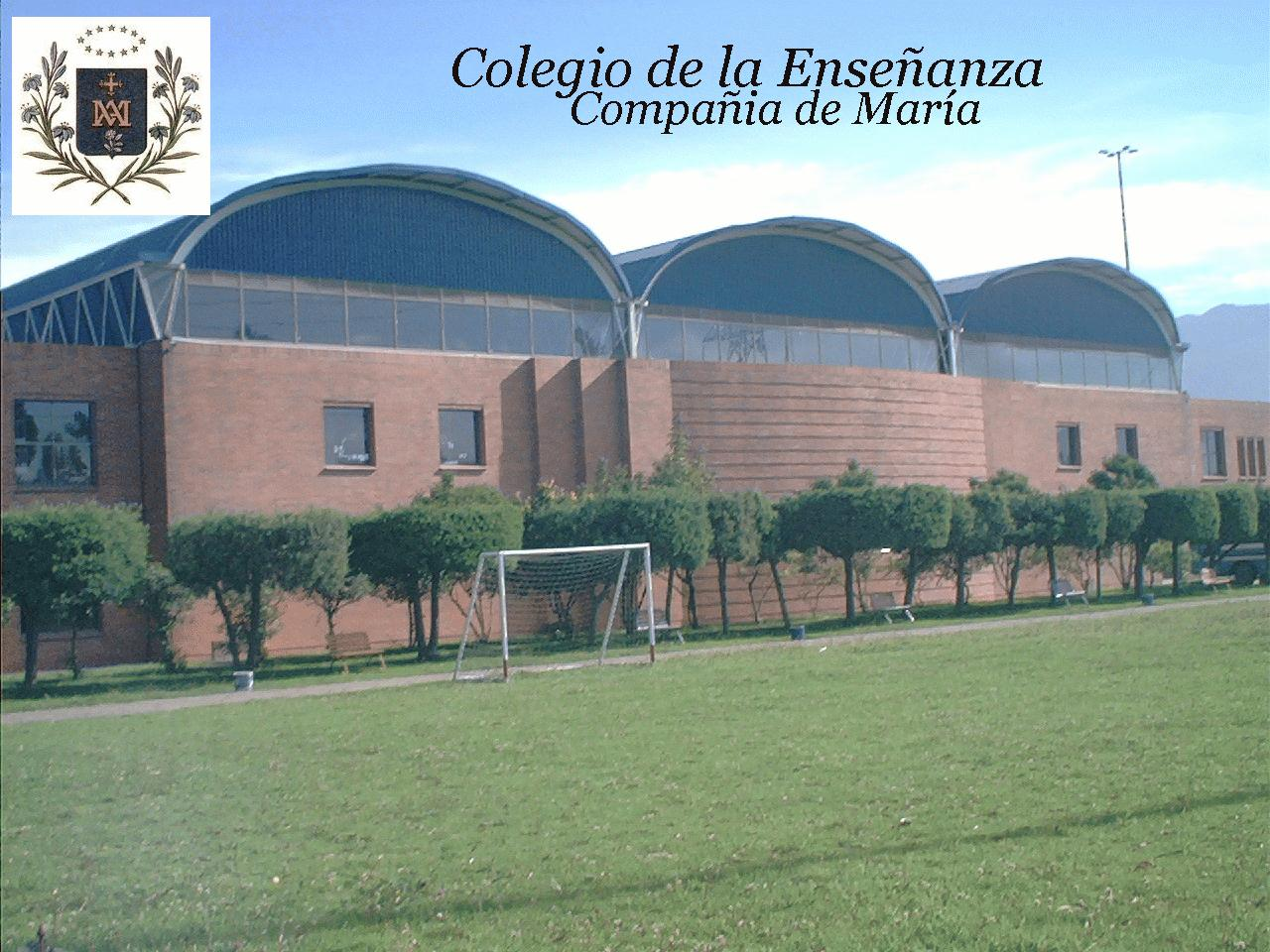
Colegio de la enseñanza Bogotá, Colombia.

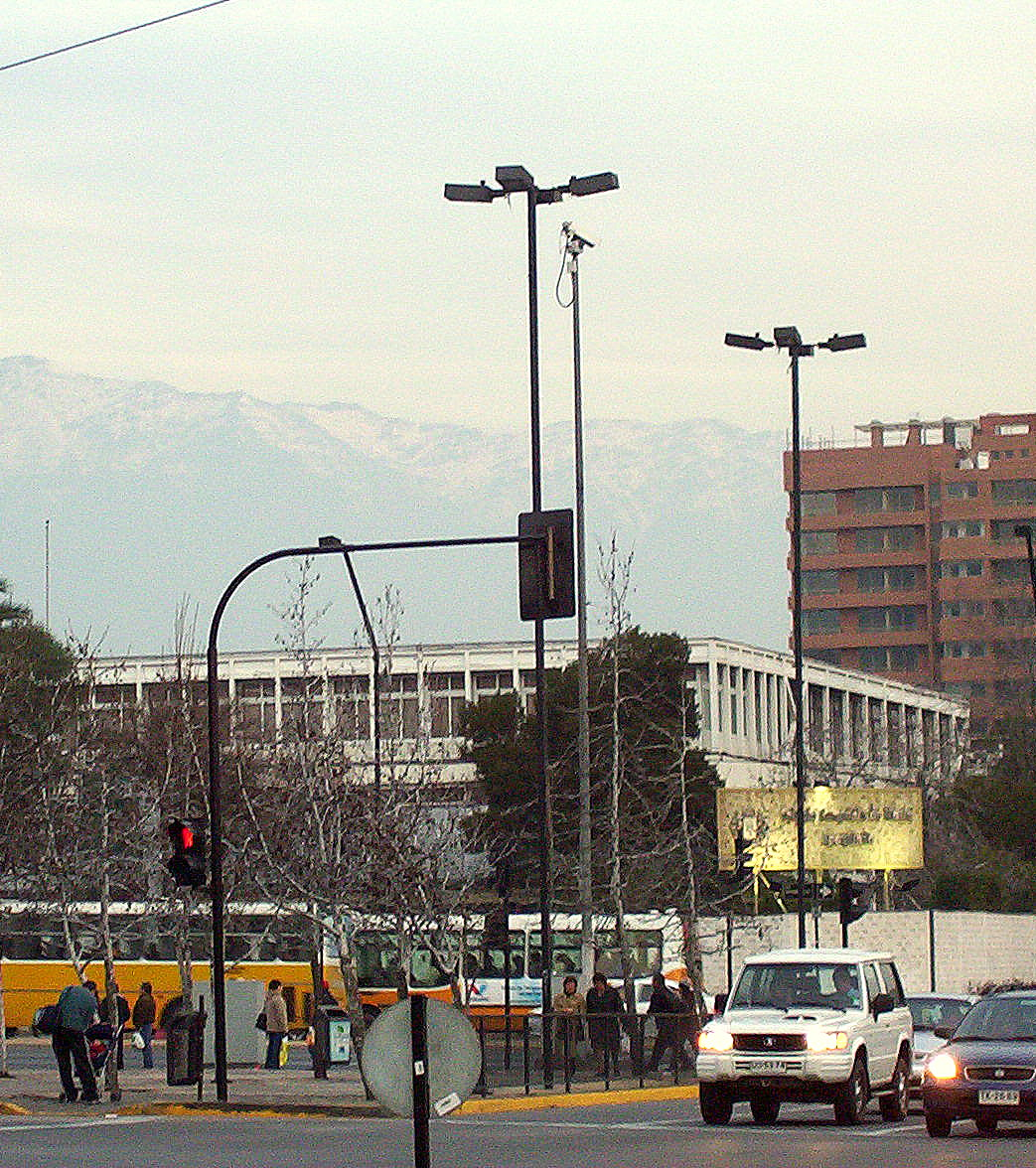
Compañía de María Apoquindo.

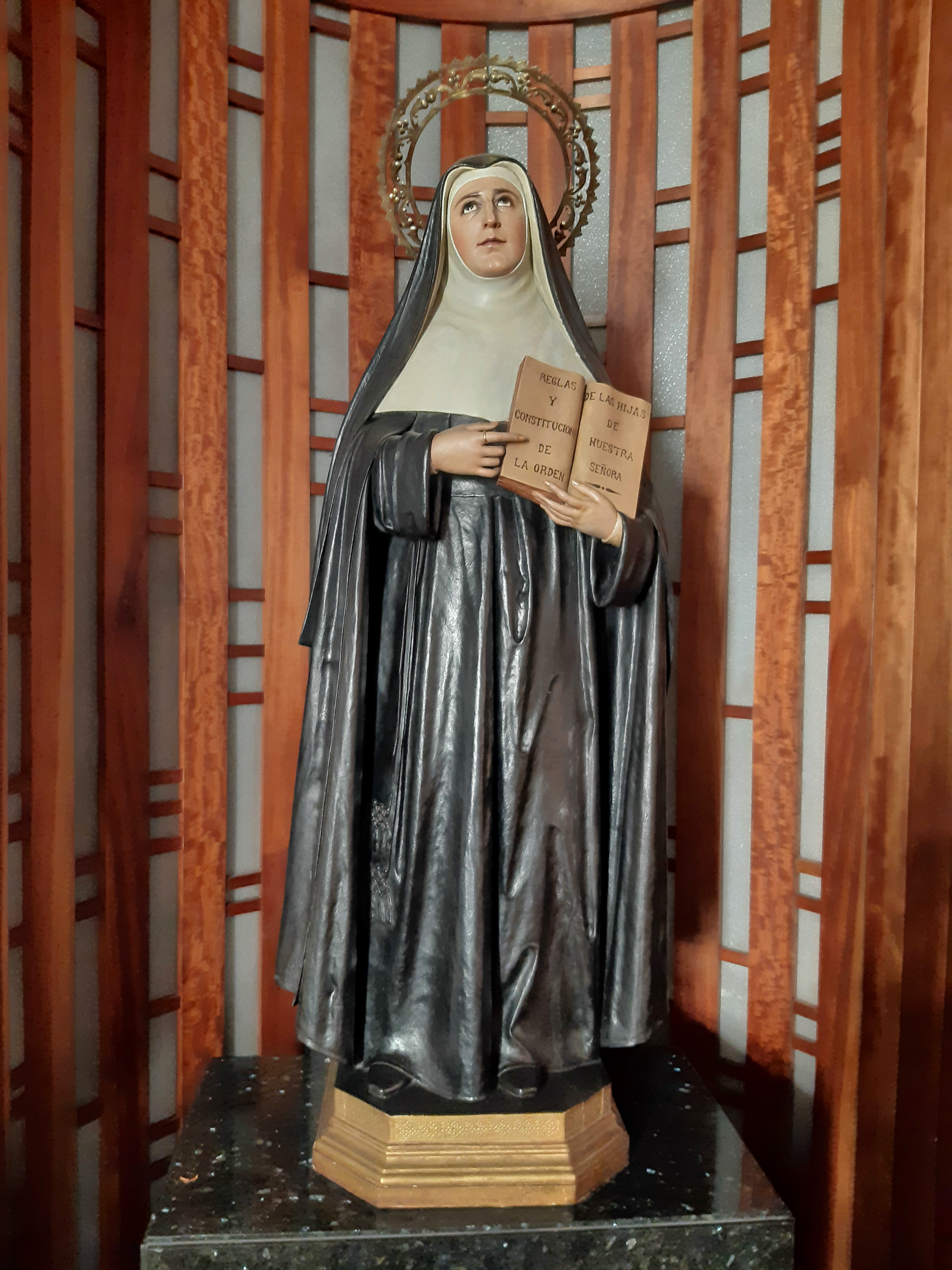
Estatua de santa Juana de Lestonac

La Orden de la Compañía de María Nuestra Señora (Ordo Societatis Mariae Dominae Nostrae, ODN) fue fundada por Santa Juana Lestonnac en 1607, convirtiéndose en el primer instituto religioso de carácter educativo para la niña emprendedora. Actualmente, el proyecto educativo de esta orden, inspirado en la espiritualidad ignaciana, se desarrolla en muchos lugares del mundo. En la actualidad se contabilizan 86 centros educativos en 26 países, entre los que se incluyen España, Francia, Inglaterra, Iberoamérica, África, Asia, América del Norte, etc.
Tiene una ONG llamada F.I.S.C. (Fundación Internacional de Solidaridad Compañía de María), creada el 27 de enero de 1995 tras la asamblea general celebrada en 1994 en Japón, que facilita la creación de colegios en África.

## Historia
La compañía fue fundada por Juana de Lestonnac (1556 - 1640), sobrina de Montaigne, viuda en 1595 de Gaston de Montferrand, barón de Landiras. Por sugerencia de los jesuitas François Raymond y Jean de Bordes, el 6 de marzo de 1606, presentó al arzobispo de Burdeos el proyecto para fundar un instituto femenino inspirado en las Constituciones de la Compañía de Jesús y dedicado a la enseñanza y la educación de las niñas sin recursos ni acceso. El arzobispo, que ya pensaba en introducir a las Ursulinas en la diócesis, acogió con entusiasmo la propuesta y el 25 de marzo, Día de la Anunciación, aprueba oficialmente la iniciativa.
Se solicita aprobación de la Santa Sede que fue concedido por Paulo V el 7 de abril de 1607 mediante los breves Salvatoris y Domini, aunque con restricciones en cuanto a su modelo de gobierno, que no podía ser tan centralizado ni tan estrechamente inspirado en el empleado por la Compañía de Jesús. La congregación tomó el nombre de Congregación de Nuestra Señora y la primera casa se llamó Convento de María Nuestra Señora. El 1 de mayo de 1608, Juana de Lestonnac y algunos compañeros tomaron el hábito religioso.
Al año siguiente (1609), el rey Enrique IV de Francia también dio su aprobación, lo que permitió que la congregación creciera y se extendiera rápidamente en Francia. A la muerte de la fundadora y primera superiora general (1640), la congregación contaba con una treintena de instituciones educativas en Francia. La casa de Barcelona, inaugurada en 1650, fue la primera institución creada fuera de Francia y marcó una nueva etapa. En el siglo XVIII, la congregación creció rápidamente en el Reino de España y demás dominios de ultramar.
Durante la Revolución francesa, un gran número de casas fueron cerradas y las monjas expulsadas (1792), pero la obra continuó en España y en otros lugares. En el siglo XIX con su regreso a Francia, las fundaciones de instituciones se multiplicaron en América del Norte, África y Asia.
Las constituciones del instituto especificaban que las monjas eran monjas de votos solemnes con clausura papal y organizadas en casas autónomas, siguiendo el modelo de los monasterios benedictinos. En 1920, sin embargo, 63 de los 90 conventos de la orden decidieron renunciar a los votos solemnes y a la clausura papal, recibiendo la aprobación de Benedicto XV del 7 de diciembre de 1920 para convertirse en una congregación religiosa de votos simples. El 27 de diciembre de 1956, por la breve Providentis Dei, el papa Pío XII reúne los últimos conventos en la congregación, sancionando la reunión definitiva del instituto que ahora llamado Compañía de María de Nuestra Señora.

## Algunos colegios
En la Provincia de España son los siguientes:
- Barcelona Colegio fundado el 13 de octubre de 1650, es el primero fundado en España. De aquí se fundarán después en Tudela (1687) y Tarragona (1698) sucesivamente.
- Lérida El colegio Lestonnac de Lérida comienza su andadura en el año 1755 en la calle La Palma y se empezaron a realizar clases para las niñas internas y externas.
- Tudela Convento y colegio fundado el 14 de noviembre de 1687.
- Valladolid Actualmente, cuenta con dos centros: "La Enseñanza" y el Colegio Lestonnac. El primero de los mencionados fue fundado en 1880, convirtiéndose así en el primer centro religioso para la educación de la mujer en la ciudad. El edificio que ocupa es un palacio que data del siglo XVI. EN 1980, el colegio comenzó a admitir alumnos y pasó a ser un centro mixto.
- Zaragoza Instaladas desde 1697 en un beaterío, donde ya imparten clases como «las Madres de la Enseñanza» en el "Real Refugio de Niñas Huérfanas" fundado en 1712. Oficialmente hasta 1744 no toman el nombre oficial de Compañía de María.

En la Provincia de México son los siguientes:
- México D.F.: Procedentes de Tudela, guiadas por la novohispana María Ignacia de Azlor y Echeverz cuya aportación patrimonial resulta determinante, una docena de monjas fundan el primero de los conventos y colegios del continente.

En la Provincia de Chile son los siguientes:
- Seminario Este colegio de Chile fue inaugurado en 1869 y es uno de los colegios más importantes de la compañía y el HUB en Latinoamérica, tuvo un mayor crecimiento en los 80s y 90s, es uno de los colegios más reconocidos de la comuna de Providencia y de todo Santiago por su cercanía al metro, y porque muchos famosos salieron de ese colegio, también lo acompañan 3 colegios más en el país como el Compañía de María Apoquindo en Las Condes, el Viña del Mar y el Puente Alto.